# ヘンリー・アダムズ

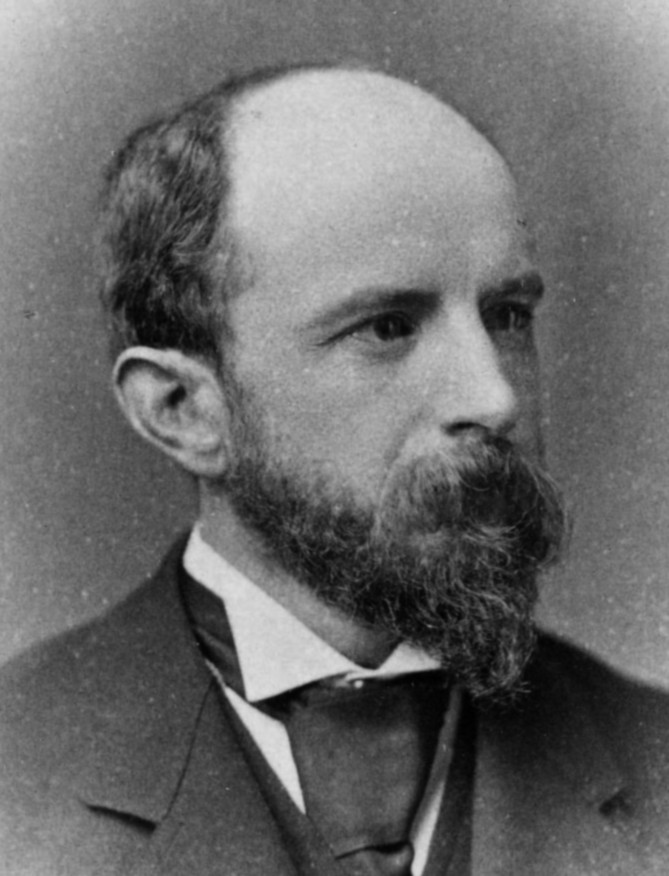
ヘンリー・アダムズ

ヘンリー・ブルックス・アダムズ（Henry Brooks Adams, 1838年2月16日 - 1918年3月27日）は、アメリカ合衆国の作家、歴史家、思想家である。
代表作は、第一に『The History of the United States of America 1801-1817』、第二に青年時代を過ごした19世紀と何もかも全てが変わってしまった20世紀初頭をどのような辛酸をなめつつ生き抜いたかを記録してピューリッツァー賞を受賞した『ヘンリー・アダムズの教育』が挙げられる。
曽祖父は第2代アメリカ大統領であるジョン・アダムズ、祖父は第6代アメリカ大統領であるジョン・クィンシー・アダムズ、父はアメリカ南北戦争当時に駐英公使を務めた歴史家、チャールズ・フランシス・アダムズ、そして弟は歴史家・批評家のブルックス・アダムズ (Brooks Adams) である。

## 経歴

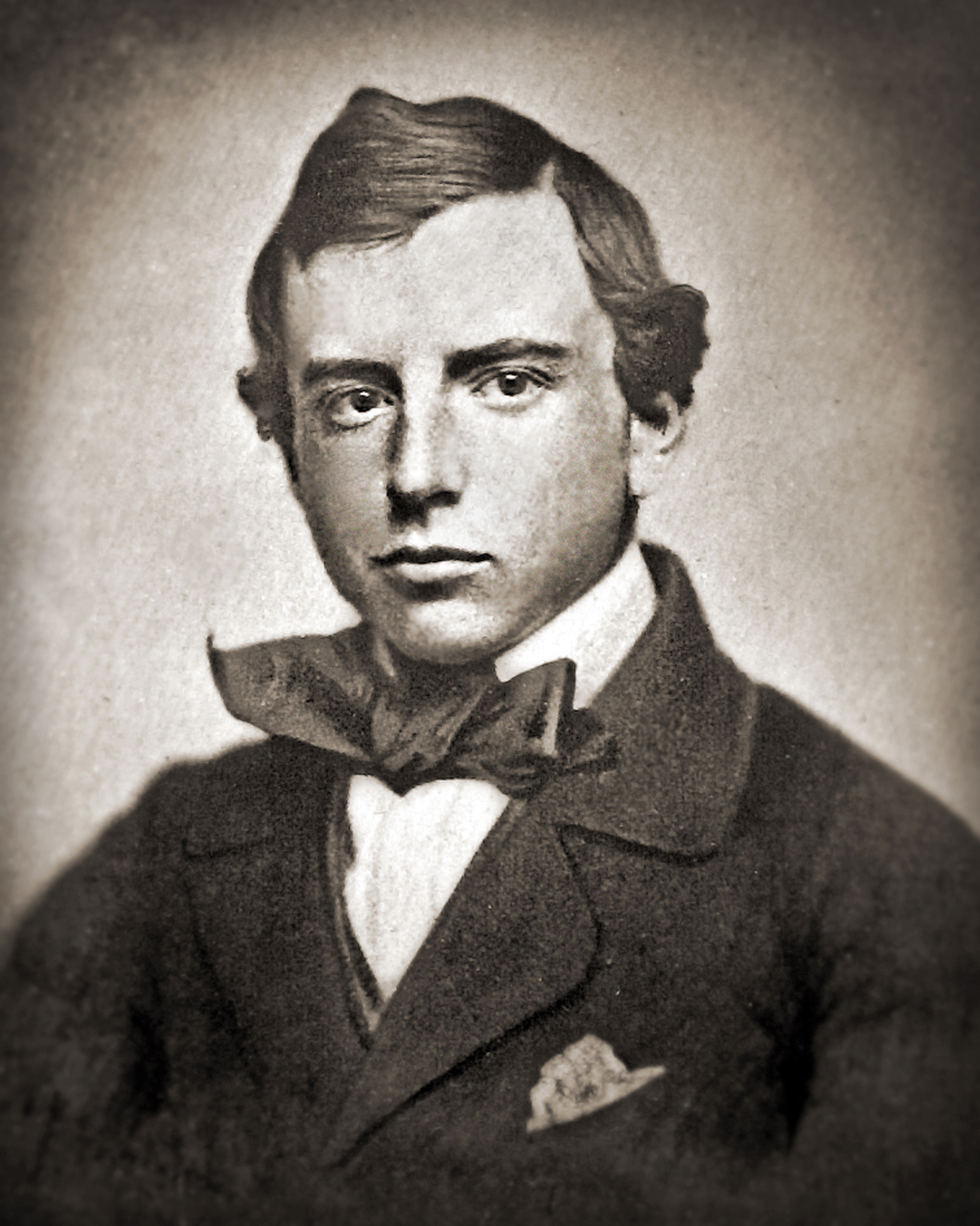
1858年に撮影されたハーバード大学の卒業写真

ボストンに生まれ、ハーバード大学に入学。後にグランドツアーとして大陸法を学びにベルリン大学に留学。父チャールズの秘書として7年間、ロンドンで生活した後に帰国し、母校であるハーバード大学で中世ヨーロッパ史とアメリカ史を教えた。
しかし1885年に妻マリアン・フーパー・アダムズ (Marian Hooper Adams) が自殺。アダムズは講師を辞職し、世界各地を巡る旅行を行った。
1904年に研究書である『モン・サン・ミッシェルとシャルトル』を出版。1918年に『ヘンリー・アダムズの教育』を出版し、同年ワシントンD.C.にて脳卒中で死去。80歳であった。

## 著書
- 1876年『Essays in Anglo-Saxon Law』、ヘンリー・カボット・ロッジ、アーネスト・ヤング (Ernest Young)、J・L・ローリン (J. L. Laughlin)と共著のエッセイ。
- 1879年『Life of Albert Gallatin』、全3巻からなる『The Writings of Albert Gallatin』
- 1880年『デモクラシー』
- 1882年『ジョン・ランドルフ』
- 1884年『Esther』ISBN 978-0-8201-1187-2。
- 1889年から1891年 全9巻からなる『トーマス・ジェファーソン及びジェームズ・マディソン治下の合衆国史』
- 1891年『Historical Essays』、エッセイ。
- 1893年『Tahiti: Memoirs of Arii Taimai e Marama of Eimee』ISBN 978-0-8201-1213-8。
- 1904年『モン・サン・ミッシェルとシャルトル』　野島秀勝訳（叢書ウニベルシタス・法政大学出版局、2004年）
- 1911年『The Life of George Cabot Lodge』ISBN 978-0-8201-1316-6。
- 1918年『ヘンリー・アダムズの教育』